# Дорнхан
Дорнхан (њем. Dornhan) град је у њемачкој савезној држави Баден-Виртемберг. Једно је од 21 општинског средишта округа Ротвајл. Према процјени из 2010. у граду је живјело 6.215 становника. Посједује регионалну шифру (AGS) 8325012.

## Географски и демографски подаци
Дорнхан се налази у савезној држави Баден-Виртемберг у округу Ротвајл. Град се налази на надморској висини од 642 метра. Површина општине износи 44,9 km². У самом граду је, према процјени из 2010. године, живјело 6.215 становника. Просјечна густина становништва износи 138 становника/km².

## Међународна сарадња
| Мјесто    | Држава    | Врста сарадње | Од    |
| --------- | --------- | ------------- | ----- |
| Пон де Во | Француска | партнерство   | 1994. |
| Извор     |           |               |       |